# Adelchi (Apolloni)
Adelchi è un'opera in cinque atti di Giuseppe Apolloni, su libretto di Giovanni Battista Niccolini. La prima rappresentazione ebbe luogo al Teatro Eretenio di Vicenza il 14 agosto 1852.
Gli interpreti della prima rappresentazione furono:
| Personaggio | Interprete                 |
| ----------- | -------------------------- |
| Carlo       | Ruggero Pizzigati          |
| Gisla       | Emilia Scotta              |
| Rolando     | Marco Ghini                |
| Adelchi     | Giovanni De Vecchi         |
| Gilda       | Giovannina Casali Campagna |

L'opera fu accolta con un buon successo e nello stesso anno venne rappresentata anche a Treviso.

## Trama
La vicenda, basata sull'omonimo poema di Alessandro Manzoni, si svolge nell'anno 773.

## Struttura musicale
- Sinfonia

### Atto I
- N. 1 - Coro d'introduzione e cavatina Carlo Leviam leviam sull'Arpe - Perché pallida e dolente (Coro, Carlo)
- N. 2 - Cavatina Gisla Io ti vidi - ardente e fiero (Gisla, Rolando)
- N. 3 - Coro, Cavatina Desiderio e Finale I Infelice? - Pera l'empio onde al core paterno - Figlia! (Coro, Desiderio, Ermengarda, Adelchi)

### Atto II
- N. 4 - Coro e Aria Gisla Fosca notte! - Io lasciai la patria terra (Svarto, Ildelchi, Coro, Gisla)
- N. 5 - Duetto Gisla e Adelchi AdeN. 6 - Coro e Aria Carlo E fin quando fra cupi dirupi - Non più muri, non bastita (Coro, Carlo)
- N. 7 - Preghiera Ave Maria - t'empie di grazia il petto (Coro)
- N. 8 - Finale III Nume terribile - delle vendette (Adelchi, Coro, Gisla, Ermengarda, Desiderio, Gilda)

### Atto IV
- N. 8 - Aria Adelchi Ardean le faci all'ara (Adelchi, Coro, Anfrido)
- N. 9 - Finale IV Maledizione! tutto è scompiglio (Coro, Adelchi, Desiderio, Gisla)

### Atto V
- N. 10 - Coro e Finale Ultimo Si festeggi di cantici eterni - La mia mente in un voto rapita (Coro, Carlo, Svarto, Desiderio, Gisla, Adelchi)